# 551 Ortrud
Ortrud (asteroide 551) é um asteroide da cintura principal com um diâmetro de 78,46 quilómetros, a 2,5914339 UA. Possui uma excentricidade de 0,1260101 e um período orbital de 1 864,83 dias (5,11 anos).
Ortrud tem uma velocidade orbital média de 17,2972032 km/s e uma inclinação de 0,40234º.
Esse asteroide foi descoberto em 16 de Novembro de 1904 por Max Wolf.